# 宇野信夫
宇野 信夫（うの のぶお、1904年7月7日 - 1991年10月28日）は、日本の劇作家、作家、歌舞伎狂言作者。

## 来歴
埼玉県本庄市生まれ、熊谷市育ち、その後浅草で暮らす。本名信男。埼玉県立熊谷中学校（現：埼玉県立熊谷高等学校）、慶應義塾大学文学部国語国文学科卒業。
父は埼玉県熊谷市で紺屋・染物屋を営んでいて、浅草に東京出張所と貸家（蕎麦屋と道具屋）を持っていた。中学を出た後は、その出張所から大学に通い、卒業後もそこで劇作にいそしみ、1944年まで住み続けた。その時代に、まだ売れていなかった、のちの古今亭志ん生ら貧乏な落語家たちが出入りして、彼らと交際した。6代目三遊亭圓生とも交友が深かった。新作落語をいくつか創作したが、サゲは噺家に一任した。
1933年、『ひと夜』でデビュー。1935年、6代目尾上菊五郎のために書いた『巷談宵宮雨』が大当たりし、歌舞伎作者としての地位を確立する。以後も菊五郎のために歌舞伎世話狂言を書き、戦後は、1953年、2代目中村鴈治郎、中村扇雀（のち4代目坂田藤十郎）のために、長らく再演されていなかった近松門左衛門の『曽根崎心中』を脚色・演出し、現在も宇野版が上演され続けている。1965年、個人雑誌『宇野信夫戯曲』を創刊、1977年まで続いた。
1972年、日本芸術院会員。1985年正月、宮中歌会始の召人となる。同年秋に文化功労者。
多くのラジオドラマ、テレビドラマ、時代小説、随筆、落語、言葉に関する著作があり、また『宇野信夫戯曲選集』全4巻がある。
国立劇場理事を長年務め、歌舞伎の演出、補綴、監修を多く行い「昭和の黙阿弥」と称された。

## 著書

### 戯曲・小説
- 『宇野信夫戯曲集』丸の内出版社 1934
- 『巷談宵宮雨』共同書籍 1936
- 『春の霧』愛宕書房 1942
- 『霜夜狸』三杏書院 1943
- 『露時雨』三杏書院 1943
- 『風花の町』白林書房 1943
- 『夜ごとの灯』読切講談社 1943
- 『星霜』三杏書院 1944
- 『美しき野火』宝文館(ラジオ・ドラマ新書) 1954
- 『おけらの歌』鱒書房 1956
- 『返らぬ日日』青蛙房 1959（隣人,春を待つ心,花八つ手）
- 『宇野信夫戯曲選集』全5巻 青蛙房 1960（人情噺小判一両、吹雪峠、近松・西鶴脚色、おちくぼ物語等）
- 『江戸の夢 人情噺集 宇野信夫著作集』青蛙房 1968
- 『巷談宵宮雨』青蛙房 1968（雪地獄,因果小僧六之助,小夜衣累之草紙,大根役者,下町,戦後五年の冬,難波橋心中）
- 『皇帝』青蛙房 1969（盲目物語,おみきどっくり,ぢいさんばあさん,ごろ八茶碗,萩寺の仇討,浮世の常）
- 『柳影沢螢火』青蛙房 1970（殺戮の鐘,神田ばやし,わすれ霜,旅びと,蟇のあぶら天へ昇る）
- 『曽根崎心中』青蛙房 1971
- 『自選世話物集』青蛙房 1972（春の泡雪,恋慕の鐘,しぐれ人形,不知火検校沖津波闇不知火,恋渡橋場及沫雪,露時雨）
- 『菊吉共演戯曲集』青蛙房 1972（菊吉のころ,終戦直後の菊吉,おもいでぐさ,人情噺小判一両,雪地獄,髑髏妻,江戸の夢）
- 『花の御所始末』光風社書店 1974（高瀬舟,堀川波の鼓,芦刈,俥,吉良上野介,源平絵巻）
- 『白鬚橋 小説』青蛙房 1978
- 『おけらの夢』 講談社, 1981
- 『好色世之介 小説』平凡社 1982、改題「ものがたり西鶴」朝日文庫 1987
- 『ここのつの話』講談社 1982
- 『下町物語』集英社 1984
- 『刀の中の顔 宇野信夫自選戯曲集』平凡社 1986

家康にがわらい.巷談小夜きぬた.ひとつ屋根の下.お才と巳之介.安寿と厨子王.嚔.怪談砧のおんな.投げ節弥之.刀の中の顔.隠亡堀.わかれ霜
- 『手紙 宇野信夫小説集』朝日新聞社 1989
- 『因果小僧六之助』新･座頭市 第一シリーズ 5話 原案

### 随筆
- 『私の戯曲とその作意』住吉書店 1955
- 『むかしの空の美しく』青蛙房 1967
- 『歌舞伎役者』青蛙房 1971
- 『芸の世界百章』青蛙房 1973（「芸の世界百話」と改題、広済堂文庫)
- 『幕あいばなし』光風社書店 1975
- 『菊五郎夜話』青蛙房 1976
- 『むかし下町に住みて 宇野信夫画文集』青蛙房 1978
- 『役者と噺家』九芸出版 1978
- 『はなし帖』文藝春秋 1979（のち文庫）
- 『江戸の小ばなし』文春文庫　1980
- 『大部屋役者』文藝春秋 1980
- 『しゃれた言葉』講談社 1981（のち文庫）
- 『話のもと』中公文庫　1981
- 『昔も今も笑い タネ本』平凡社 1982（のち旺文社文庫）
- 『味のある言葉』講談社 1982（のち文庫）
- 『心に残る言葉』平凡社 1983（のち朝日文庫）
- 『うつくしい言葉』講談社 1983（のち文庫）
- 『おわらい帖 こ話百選』平凡社 1984（のち旺文社文庫）
- 『江戸おとし咄-夜の客』集英社文庫 1984
- 『江戸おとし咄-となりの花』集英社文庫 1984
- 『昭和の名人名優』講談社 1984
- 『いきな小ばなし』創拓社 1985
- 『ことば読本』講談社 1985
- 『廓ばなし』創拓社 1985
- 『かまわぬ見ます 団十郎のはなし』旺文社文庫 1985
- 『むかし恋しい』河出書房新社 1986
- 『人の生きるは何んのため』講談社 1986
- 『小さな声で言葉とがめ』早川書房 1987
- 『笑話寄せあつめ』広済堂出版 1987
- 『心にのこるいろんな話』講談社 1988
- 『まちがい言葉おかしい言葉』河出書房新社 1988
- 『心にのこるさまざまな話』講談社 1991
- 『私の出会った落語家たち　昭和名人奇人伝』河出文庫 2007

### 監修
- 三遊亭圓生「圓生人生噺」中公文庫 上中下、1980-81 
  - 新版「圓生の落語」河出文庫 全3巻、2010

1 双蝶々 ほか、2 雪の瀬川・乳房榎 ほか、3 真景累ヶ淵・牡丹燈籠